# Festival de Cornouaille
Het Festival de Cornouaille is een Bretons festival dat jaarlijks wordt georganiseerd in Quimper, in de Franse regio Bretagne. 

## Vanaf 1923

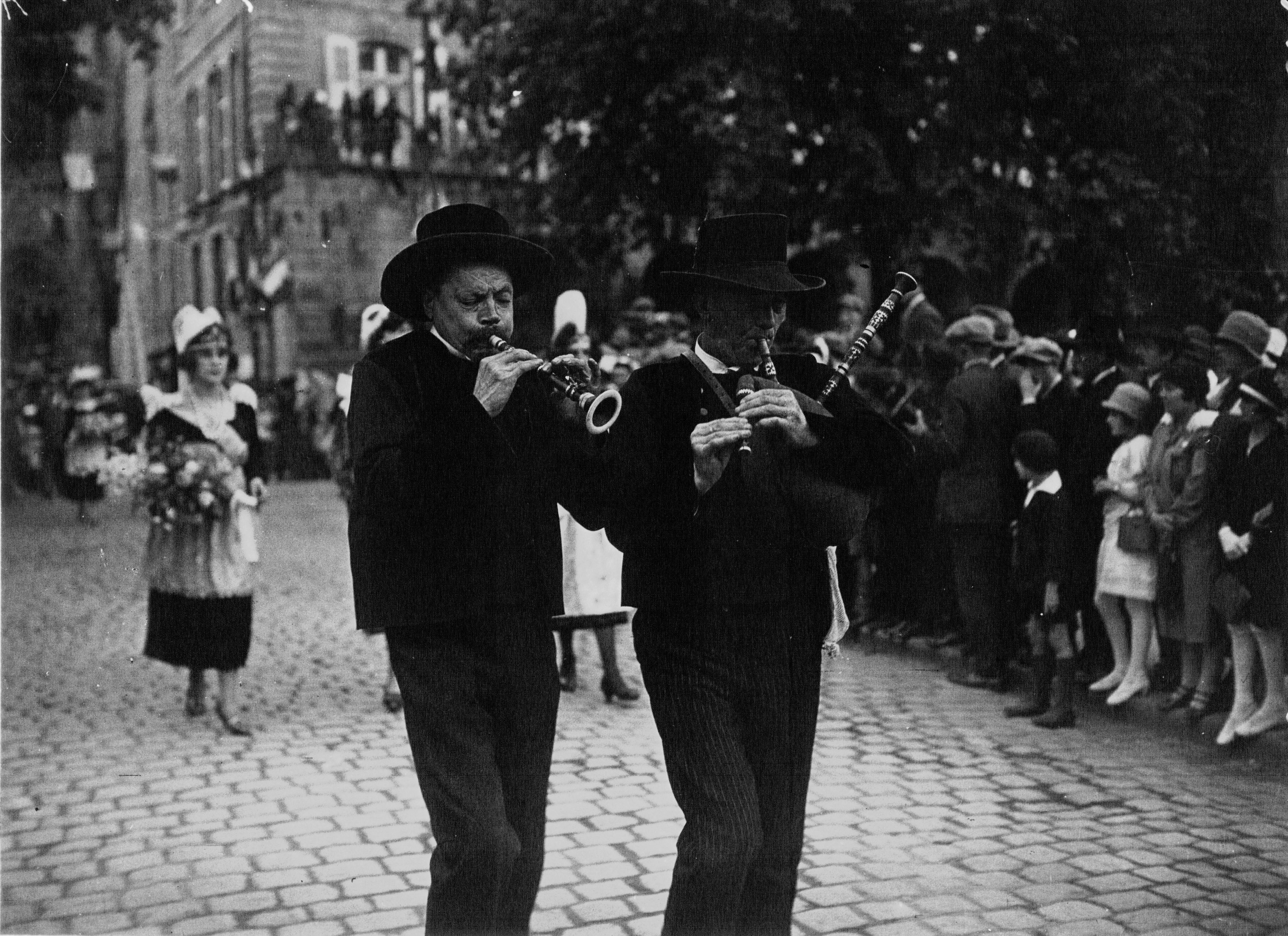
Optocht tijdens het festival van 1927

Het festival is in 1923 ontstaan als een soort missverkiezing; het idee was om het mooiste meisje van de regio te kiezen en haar te kronen tot koningin van het festival. Om het zogeheten Festival des Reines verder aan te kleden waren de Bretonse barden Taldir, Jaffrenou en Botrel aanwezig, net als de volksdansers van Plozévet. Na de missverkiezing vond, onder begeleiding van piano en viool, een diner plaats voor 300 genodigden, waarna het festival werd afgesloten met een groot bal, waar de gavotte werd gemengd met de charleston. Het festival bleef in deze vorm bestaan tot 1947.

## Vanaf 1945

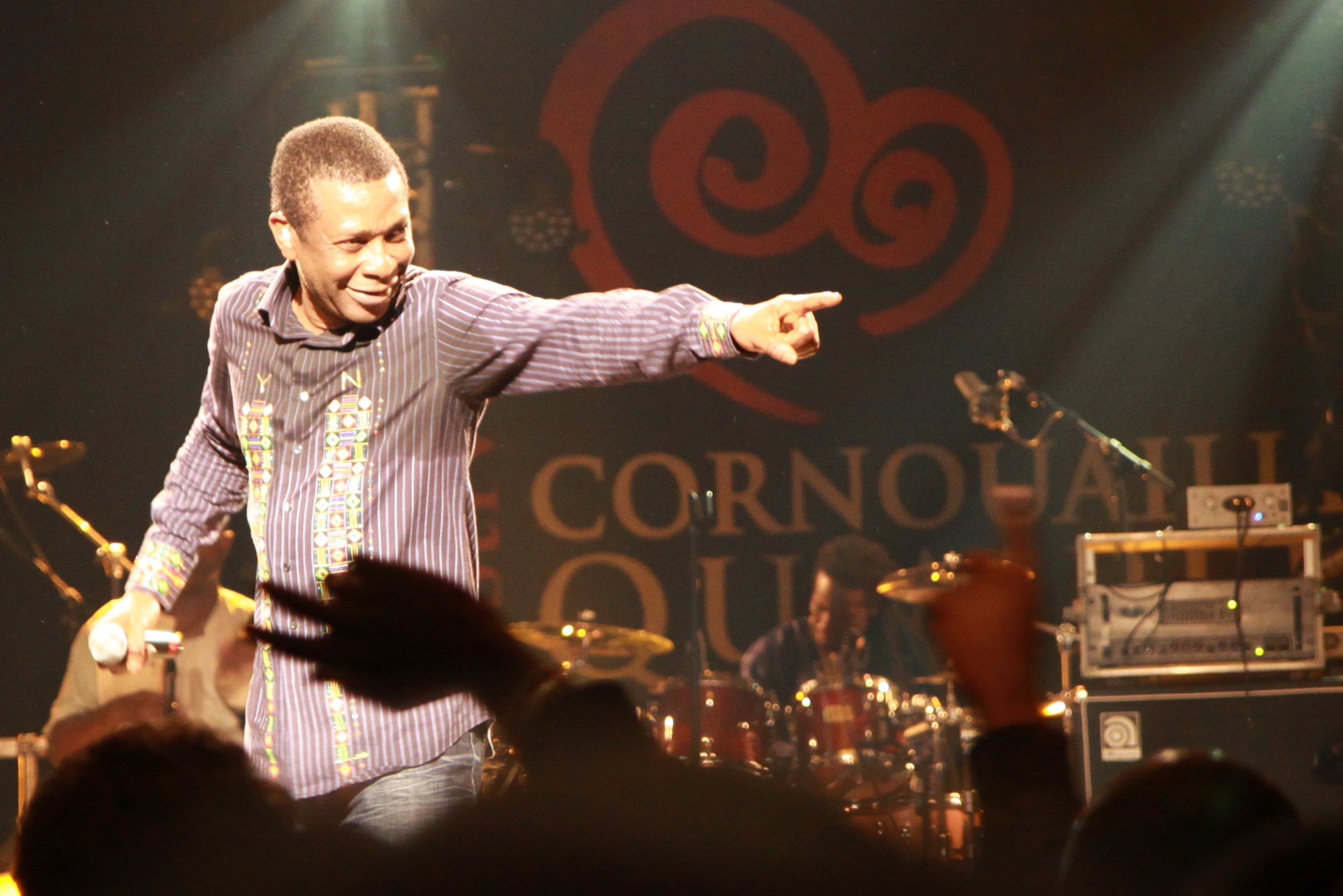
Youssou N'Dour op Cornouaille in 2010

Door de Tweede Wereldoorlog werd het festival een paar jaar niet georganiseerd, maar na 1945 was er weer behoefte aan. In 1947 werd het Festival des Reines omgedoopt in Les grandes Fêtes de Cornouaille. Het eerste Fêtes was een vier uur durend folkloristisch festival, waarbij de nadruk lag op de Bretonse tradities.
In 1948 werd een 16-jarig meisje tot festivalkoningin gekozen, wat veel kritiek van de Rooms-Katholieke Kerk tot gevolg had. Sinds 1949 wordt er dan ook geen festivalkoningin meer gekozen en heeft het feest een nadrukkelijker folkloristisch karakter. Wel is het festival vanaf dat jaar uitgebreid van één dag tot één week. In de jaren 50 ontwikkelde het festival zich tot hét toonaangevende festival van de Bretonse cultuur.
Voor 1992 werd de bekende gitarist Dan Ar Braz, die zelf afkomstig is uit Quimper, gevraagd het muzikale deel van het festival te organiseren. Dit mondde uit in het project Héritage des Celtes, waarin 70 Keltische muzikanten samenwerkten. Het project was een succes en leverde een aantal albums onder de naam Héritage des Celtes op. In 1996 vertegenwoordigden Dan Ar Braz en Héritage des Celtes Frankrijk op het Eurovisiesongfestival.